# Unterleinleiter
Unterleinleiter är en kommun och ort i Landkreis Forchheim i Regierungsbezirk Oberfranken i förbundslandet Bayern i Tyskland.
Kommunen ingår i kommunalförbundet Ebermannstadt tillsammans med staden Ebermannstadt.